# Lee Ho-wang

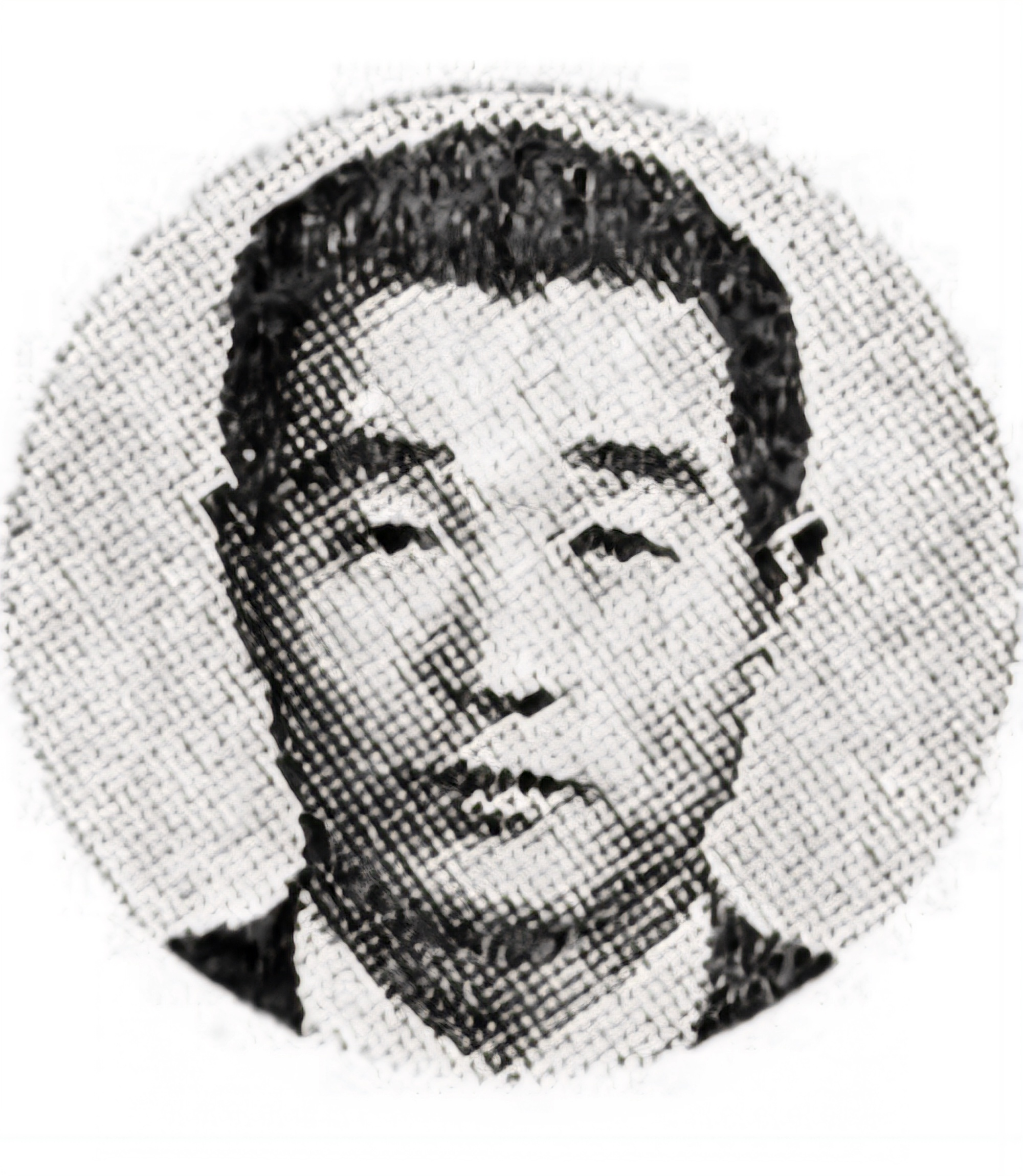
Lee Ho-wang (1972)

Lee Ho-wang (in der Literatur zitiert als Ho Wang Lee, * 26. Oktober 1928; † 5. Juli 2022) war ein südkoreanischer Mediziner. Er leistete bedeutende Beiträge zur Epidemiologie und Virologie.

## Leben und Wirken
Lee studierte Medizin an der Seoul National University mit einem Master-Abschluss und wurde an der University of Minnesota promoviert. 1954 bis 1973 war er Professor für Mikrobiologie am Medical College der Seoul National University. 1973 bis 1994 war er Direktor des Instituts für Viruskrankheiten der Korea University. Ab 1994 war er Direktor des ASAN Institute for Life Sciences in Südkorea.
Lee gelang Ende der 1970er Jahre die Isolierung des Hantaan-Virus, nach dem jahrzehntelang mit großem Aufwand vergeblich gesucht worden war. Es erhielt seinen Namen, als im Koreakrieg 1950 zahlreiche US-Soldaten an dem durch es verursachten hämorrhagischen Fieber (oft verbunden mit Nierenversagen) erkrankten, und trat in Nord- und Südkorea immer wieder auf (und ebenso verwandte Formen in der Volksrepublik China und anderen Ländern). Lee verglich die Gewebe (insbesondere das sonst selten untersuchte Lungengewebe) von Ratten in endemischen Gebieten und denen auf einer Insel, auf der die Krankheit nie auftrat, mit Immunfluoreszenz-Methoden und wies die Übertragbarkeit des isolierten Virus auf gesunde Ratten nach.
Die Entdeckung führte nicht nur zu einer erheblichen Verbesserung der Kenntnisse über das Virus (genetische Analyse, globale Verbreitung), sondern auch zur Entdeckung von mindestens fünf verwandten Viren und der Entwicklung von Impfstoffen, woran auch Lee beteiligt war.
1992 erhielt er den Ho-Am-Preis und 1994 den Prinz-Mahidol-Preis. 1998 wurde er in die American Philosophical Society, 2002 in die National Academy of Sciences und 2004 in die American Academy of Arts and Sciences aufgenommen.
2021 zählte ihn der Medienkonzern Clarivate aufgrund der Zahl seiner Zitierungen zu den Favoriten auf einen Nobelpreis (Clarivate Citation Laureates).
Er starb am 5. Juli 2022 im Alter von 93 Jahren.